# Écran de jeu

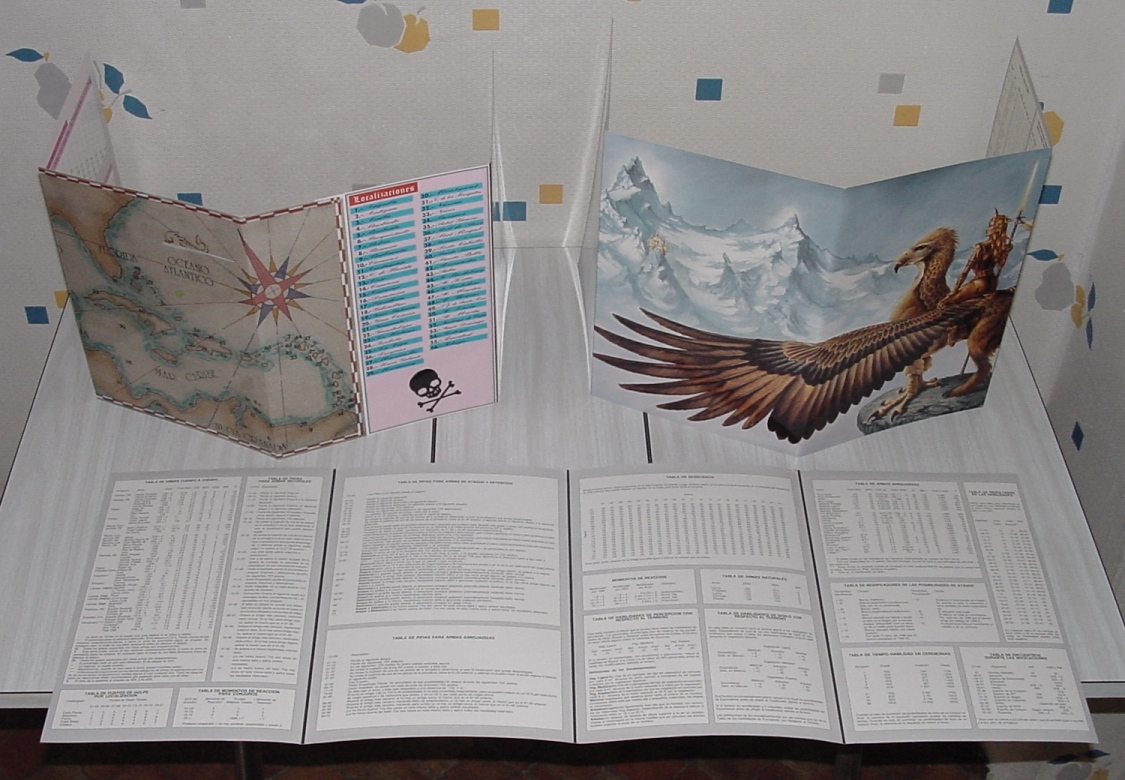
Trois écrans correspondant à différents jeux de rôle. Au premier plan est déployée, le verso tourné vers le haut, la traduction en espagnol de l'écran de RuneQuest. Au fond à gauche, debout, se trouvent le recto de l'écran du jeu de rôle espagnol ¡Piratas! et au fond à droite, debout aussi, le recto de l'écran de RuneQuest, dans sa traduction en français (Oriflam, 1988).

Un écran de jeu, parfois appelé paravent ou écran de maître, est un accessoire de jeu de rôle utilisé par un meneur de jeu (MJ) pour masquer diverses informations aux joueurs durant une partie sur table.

## Objectif
Le MJ est à la fois l'arbitre et l'animateur de la partie, ainsi que le garant de la cohérence de l'univers de jeu. Il doit souvent simuler les actions des personnages non-joueurs (PNJ), effectuer de nombreux jets de dés pour résoudre les actions effectuées, ou encore suivre un scénario prédéterminé. Afin de préserver le suspense du jeu, les joueurs ne doivent pas avoir accès à toutes les informations, souvent écrites, dont dispose le MJ.
Quelques exemples d'éléments de jeu souvent masqués par un écran, :
- feuilles de personnages, joueurs ou non ;
- fiches de scénario ;
- plans du scénario ;
- tables de rencontres ;
- lancers de dés ;
- livres de règles ;
- carte de l'univers de jeu ;
- aide-mémoire divers.

## Aspect
Un écran se présente généralement sous la forme d'une longue planche cartonnée, pliable pour pouvoir tenir verticalement. La face visible par le MJ est généralement couverte d'aide-mémoire tels que des tables de rencontres, de capacités ou d'armes. La face visible par les joueurs peut varier, allant d'illustrations du jeu à des cartes de l'univers.

## Écrans officiels
De nombreux éditeurs commercialisent des écrans officiels de jeux, parfois accompagnés de livrets contenant un ou plusieurs scénarios, des errata, ou des compléments de règles.